# Roumbou I
Roumbou I este o comună rurală din departamentul Dakoro, regiunea Maradi, Niger, cu o populație de 8.834 de locuitori (2001).